# Natalja Wladislawowna Woronowa
Natalja Wladislawowna Woronowa (russisch Наталья Владиславовна Воронова, engl. Transkription Natalya Voronova, geb. Помощникова – Pomoschtschnikowa – Pomoshchnikova; * 9. Juli 1965 in Moskau) ist eine ehemalige russische Sprinterin.

## Karriere
1983 wurde sie Junioreneuropameisterin im 100-Meter-Lauf. Ihre erste internationale Medaille im Erwachsenenbereich gewann die 1,69 m große und 63 kg schwere Athletin bei den Weltmeisterschaften 1987 in Rom. Dort lief in der 4-mal-100-Meter-Staffel das sowjetische Team in der Aufstellung Irina Sljussar, Pomoschtschnikowa, Natalja German und Olga Antonowa in 42,33 s auf Platz drei hinter den Mannschaften aus den USA (41,58 s) und der DDR (41,95 s). Im 100-Meter-Lauf erreichte sie in Rom die Halbfinalrunde.
Eine weitere Bronzemedaille in der Staffel folgte bei den Olympischen Spielen 1988 in Seoul. Die sowjetische Mannschaft in der Aufstellung Ljudmila Kondratjewa, Galina Maltschugina, Marina Schirowa und Pomoschtschnikowa musste sich in 42,75 s erneut nur den Stafetten der USA (41,98 s) und der DDR (42,09 s) geschlagen geben. Im 100-Meter-Lauf stellte Woronowa in der Viertelfinalrunde mit einer Zeit von 10,98 s eine persönliche Bestleistung auf. Im Finale erreichte sie in glatten 11 Sekunden den sechsten Platz.
1992 siegte sie beim Leichtathletik-Weltcup in Havanna über 100 Meter und wurde Zweite im 200-Meter-Lauf. In der folgenden Saison gewann sie bei den Hallenweltmeisterschaften 1993 in Toronto über 200 Meter die Bronzemedaille. Im selben Jahr holte sie mit der russischen 4-mal-100-Meter-Stafette den Titel bei den Weltmeisterschaften in Stuttgart. In der Aufstellung Olga Bogoslowskaja, Maltschugina, Woronowa und Irina Priwalowa schlugen die Russinnen in 41,49 s die Mannschaften der USA (ebenfalls 41,49 s) und Jamaikas (41,94 s). Woronowa startete in Stuttgart auch im 100- und 200-Meter-Lauf. Über 200 Meter erzielte sie in der Halbfinalrunde mit 22,35 s eine persönliche Bestleistung. Auf beiden Distanzen belegte sie am Ende den sechsten Platz.
Bei den Hallenweltmeisterschaften 1995 in Barcelona gewann sie erneut die Bronzemedaille im 200-Meter-Lauf. Im selben Jahr schied sie bei den Weltmeisterschaften in Göteborg im 100-Meter-Lauf bereits in der Viertelfinalrunde aus. Bei den folgenden Weltmeisterschaften in Athen erreichte sie die Halbfinalrunde. Ihren letzten großen internationalen Erfolg hatte sie bei den Europameisterschaften 1998 in Budapest. Dort holte die russische Staffel in der Aufstellung Oxana Ekk, Maltschugina, Woronowa und Priwalowa in 42,73 s die Bronzemedaille hinter den Mannschaften Frankreichs (42,59 s) und Deutschlands (42,68 s).
Zum Abschluss ihrer Karriere lief Woronowa bei den Olympischen Spielen 2000 in Sydney mit der russischen Stafette auf den fünften Platz. Im 100-Meter-Lauf schied sie in der Vorrunde aus.

## Bestleistungen
- 100 m: 10,98 s, 24. September 1988, Seoul
- 200 m: 22,35 s, 19. August 1993, Stuttgart